# 捷克的州 (1960—2000年)

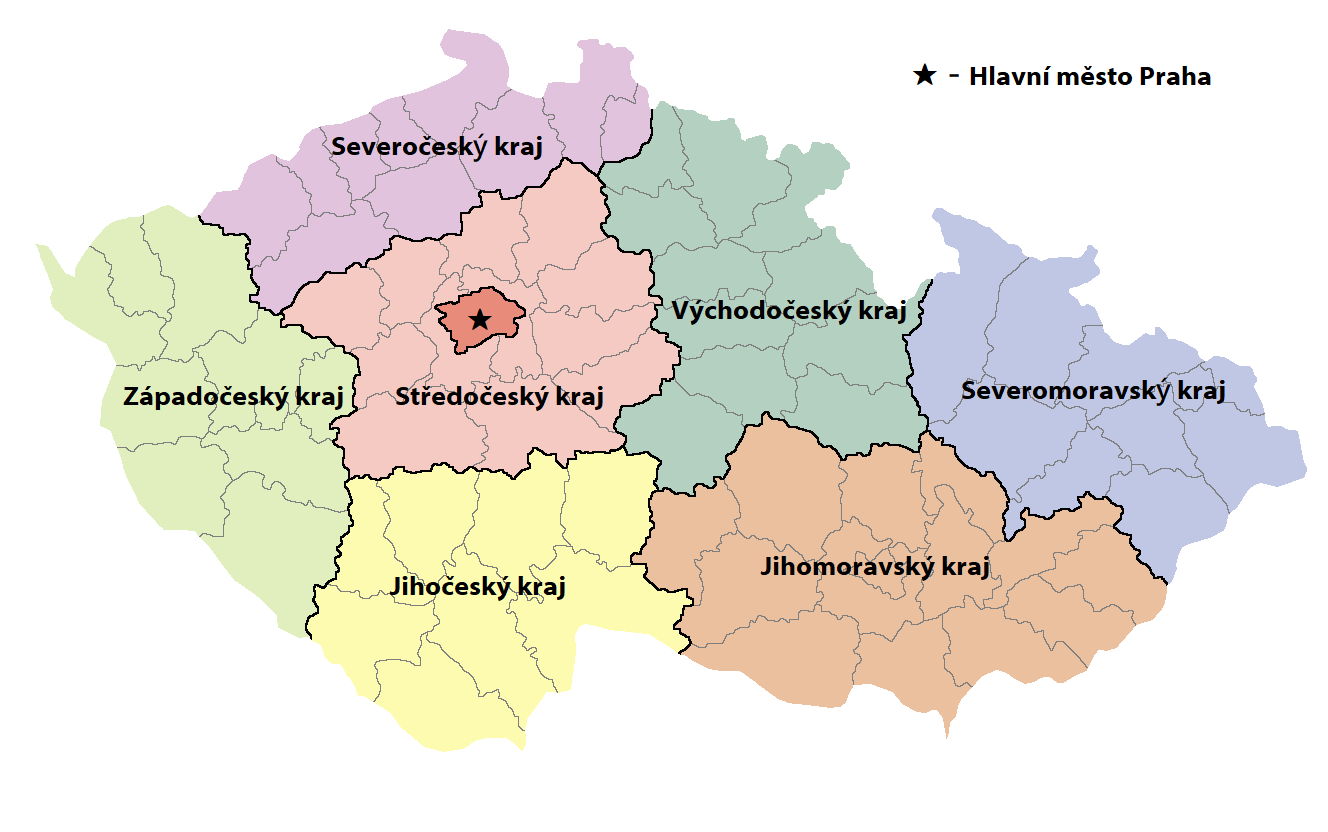
捷克行政區劃圖（1960至2000年）

1960年，捷克斯洛伐克依據《國家領土劃分法》在首都布拉格以外的設立了10個州（kraj；複數kraje），其中7個位於捷克，波希米亞地區分為東西南北中5州，摩拉維亞地區分為南北2州。其對應的機構州國家委員會於同年成立，但在1990年被廢除。
捷克共和國自1993年1月1日獨立後，捷克地區大致沿用原先的行政區劃。2000年1月1日起，根據《關於建立高等地區自治單位的憲法》創建，正式施行的新的行政區劃，全國依照波西米亞、摩拉維亞和西里西亞三個傳統地區分為13州，其行政區界線大致與1948至1960年的劃分相同。

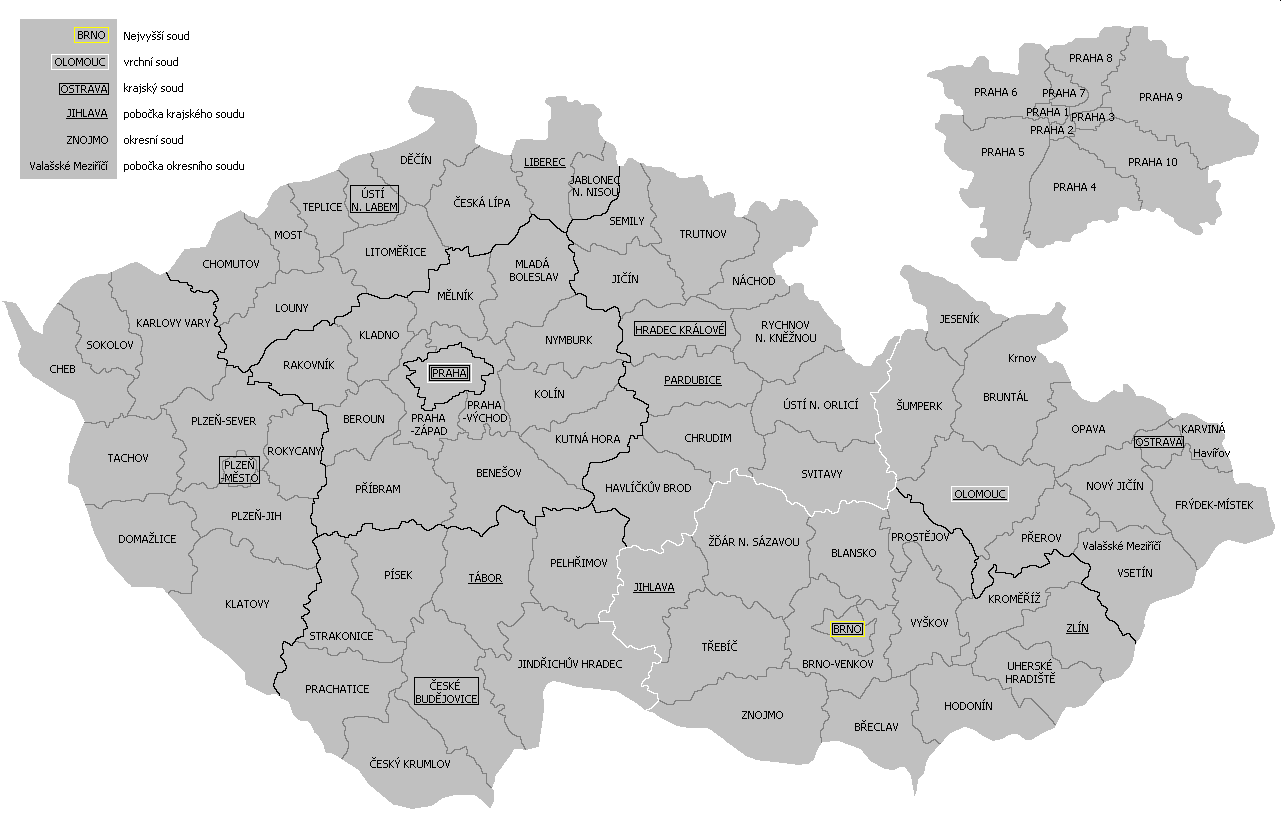
捷克現行法院轄區地圖，大致以1960—2000年的行政區劃為基礎

自2000年行政區劃改革以來，捷克境內兩種不同的地區制度並存了多年；2021年1月1日，《國家領土行政區劃法》明確廢除了舊的行政區域。儘管該劃分法已非捷克正式行政區劃，但部分官方機構的分區方式仍以其為基礎，包括捷克地方法院和地方檢察官辦公室。

## 列表
| 州                    | 捷克語名稱         | 州府              | 人口 (2019) | 面積 (km²) | 人口密度 (/km²) | 傳統地區          | 位置圖 |
| --------------------- | ------------------ | ----------------- | ----------- | ---------- | --------------- | ----------------- | ------ |
| 布拉格 （首都直轄市） | Hlavní město Praha | 布拉格            | 1,308,632   | 496        | 2,638           | 波希米亞          |        |
| 中波希米亞州          | Středočeský        | 布拉格            | 1,369,332   | 11,015     | 124             | 波希米亞          |        |
| 南波希米亞州          | Jihočeský          | 捷克布杰约维采    | 714,359     | 11,348     | 63              | 波希米亞          |        |
| 西波希米亞州          | Západočeský        | 比爾森            | 879,568     | 10,960     | 80              | 波希米亞          |        |
| 北波希米亞州          | Severočeský        | 拉贝河畔乌斯季    | 1,189,263   | 7,803      | 153             | 波希米亞          |        |
| 東波希米亞州          | Východočeský       | 赫拉德茨-克拉洛韋 | 1,239,951   | 11,243     | 110             | 波希米亞          |        |
| 南摩拉維亞州          | Jihomoravský       | 布爾諾            | 2,078,159   | 15,026     | 138             | 摩拉維亞          |        |
| 北摩拉維亞州          | Severomoravský     | 俄斯特拉發        | 1,870,536   | 11,068     | 169             | 摩拉維亞/西里西亞 |        |

## 與現行行政區對照
以下是捷克舊行政區劃（1960年至2000年）與現行區劃（自2000年起）之間的大致對應對比：
1. 布拉格直轄市（Hlavní město Praha）：延續，仍作為首都直轄市。
2. 中波希米亚州（Středočeský kraj）：延續，範圍不變。
3. 南波希米亞州（Jihočeský kraj）：新制延續南波希米亞州名稱，邊界大致相同；佩爾赫日莫夫縣劃歸維索奇納州。
4. 西波希米亞州（Západočeský kraj）：新制劃分為皮爾森州與卡羅維發利州。
5. 北波希米亞州（Severočeský kraj）：新制劃分為烏斯季州與大部份利貝雷茨州（塞米利縣除外）。
6. 東波希米亞州（Východočeský kraj）：新制劃分為赫拉德茨-克拉洛韋州與帕爾杜比采州；部份區域劃歸維索奇納州與利貝雷茨州。
7. 南摩拉維亞州（Jihomoravský kraj）：新制延續南摩拉維亞州名稱；部份區域劃歸維索奇納州、茲林州；普羅斯捷約夫縣劃歸奧洛穆茨州。
8. 北摩拉維亞州 （Severomoravský kraj）：新制大劃分為摩拉維亞-西里西亞州與大部分奧洛穆茨州；弗塞廷縣劃歸茲林州。

舊州份與現況邊界對照圖
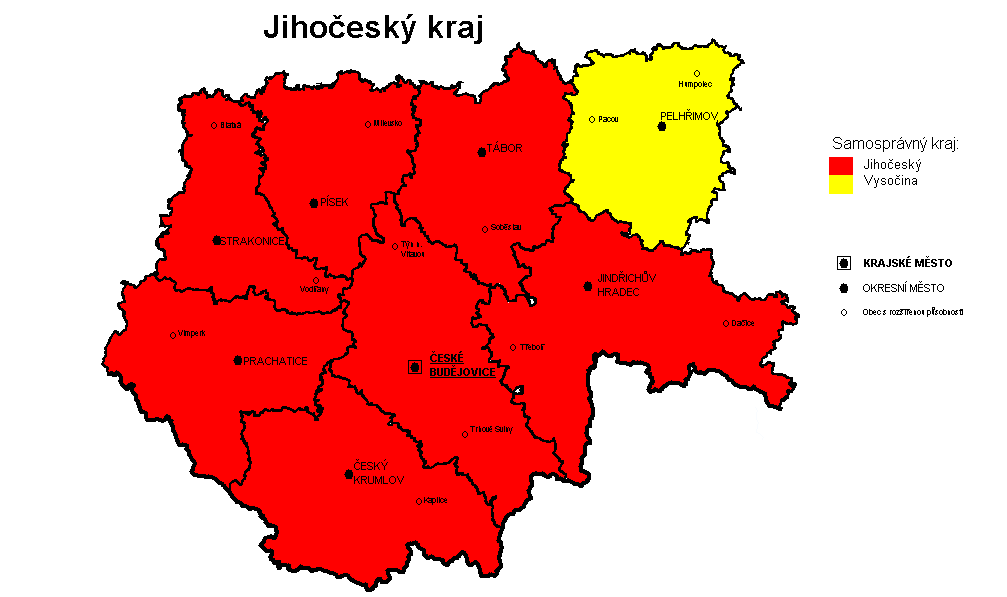
南波希米亞州
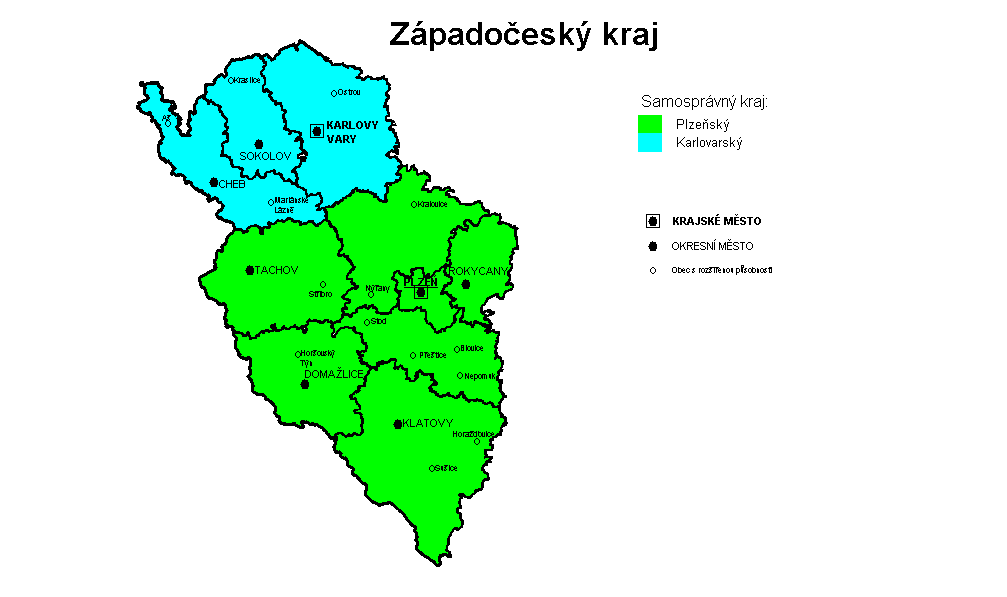
西波希米亞州
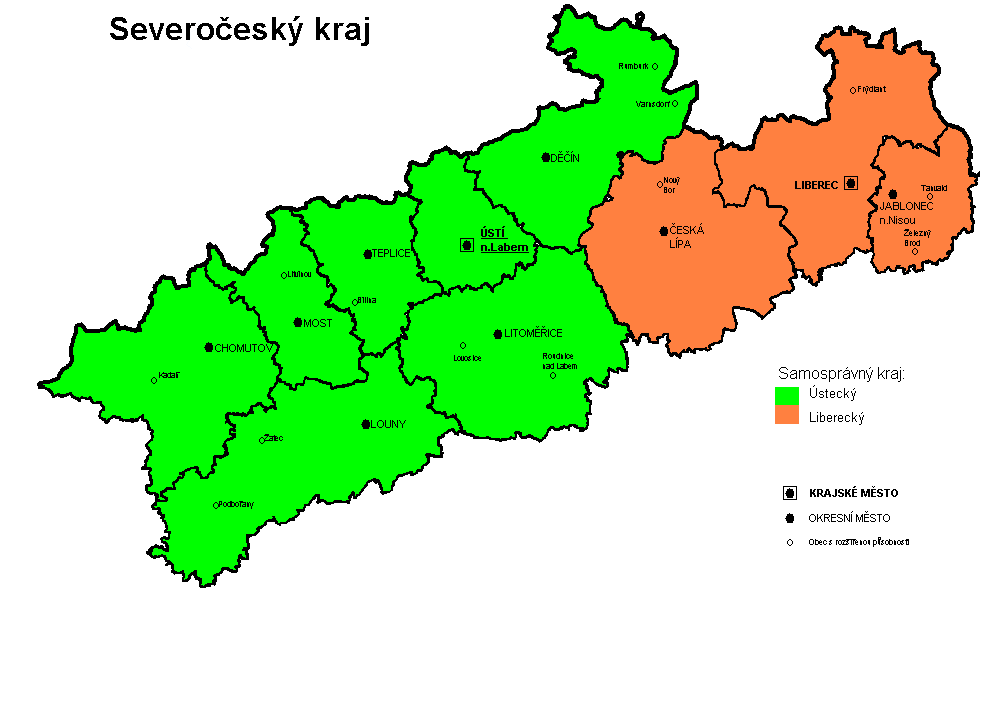
北波希米亞州
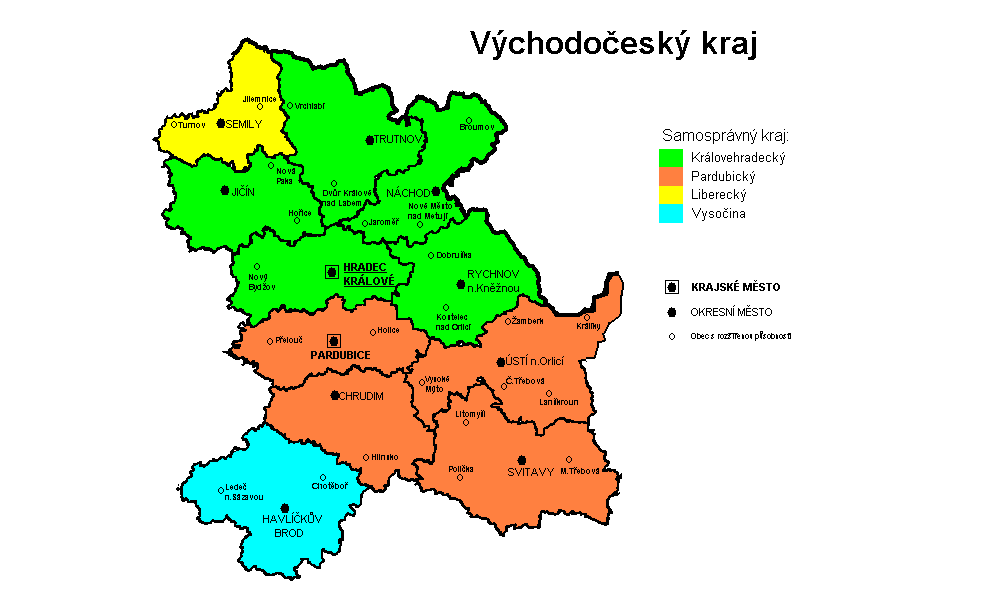
東波希米亞州
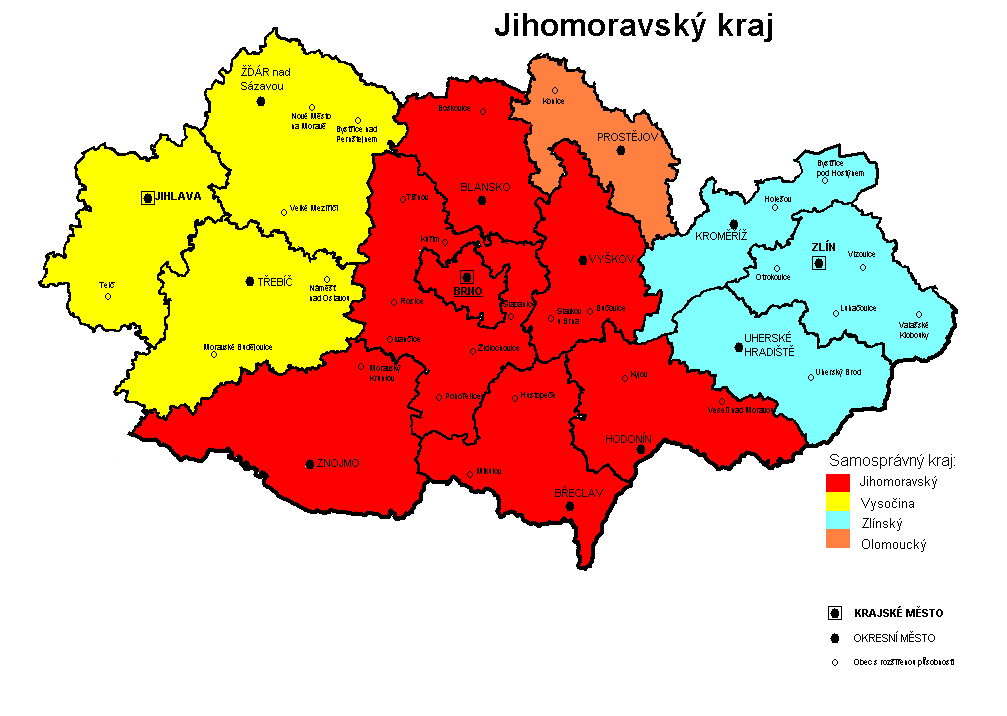
南摩拉維亞州
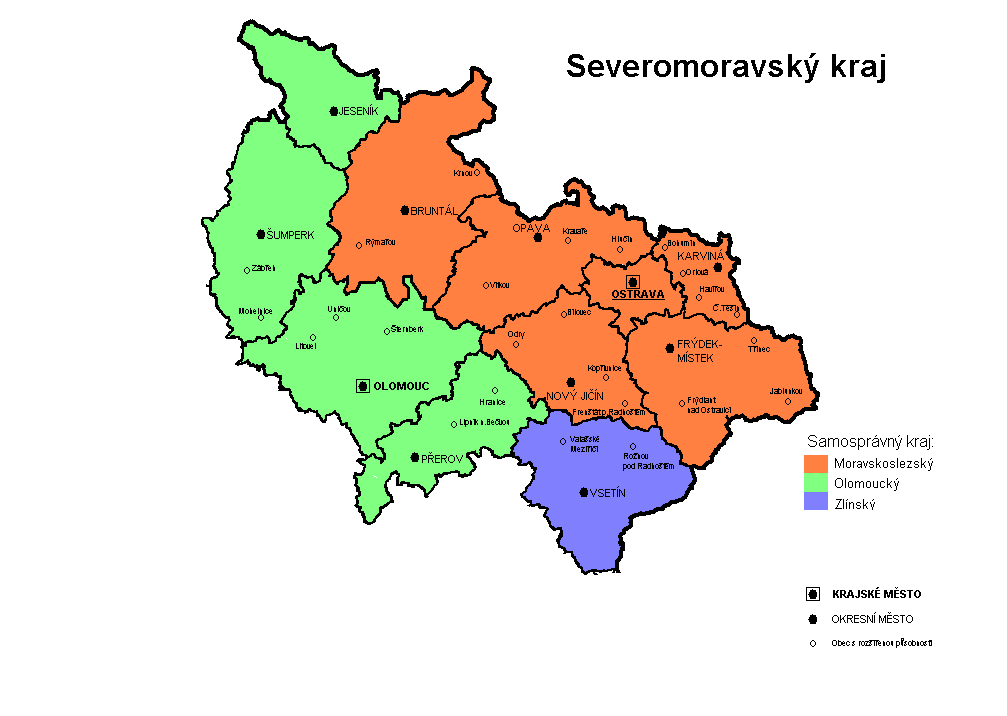
北摩拉維亞州